# LaToya Cantrell
LaToya Cantrell, née le 3 avril 1972 à Compton, est une femme politique américaine, membre du Parti démocrate. Elle est maire de La Nouvelle-Orléans depuis 2018.

## Biographie
LaToya Cantrell quitte sa ville natale en 1990 pour s'installer en Louisiane et étudier à l'université Xavier, où elle obtient un diplôme en sociologie.
À la suite des importants dégâts causés par l'ouragan Katrina, elle est temporairement évacuée à Houston. Elle s'investit pour rebâtir la ville, notamment son quartier de Broadmoor, par le biais de l'association pour laquelle elle travaillait avant la catastrophe. Ce travail de reconstruction se matérialise notamment par l'investissement dans la bibliothèque de quartier, alors dévastée malgré sa place au cœur du projet de rénovation urbaine. Installé dans un nouveau bâtiment, ce lieu conservera en partie son nom et ouvrira de nouveau ses portes en mars 2012 sous le nom de Rosa F. Keller Library and Community Center.
En décembre 2012, elle est élue au conseil municipal de la ville de La Nouvelle-Orléans et est réélue en 2014.
En mars 2017, elle annonce sa candidature au poste de maire de la ville pour succéder à Mitch Landrieu. Le 18 novembre suivant, elle est élue en obtenant 60,4 % des voix face à son adversaire Desiree Charbonnet. Le 7 mai 2018, elle entre en fonction, devenant la première femme maire de la ville. Elle est réélue pour un second mandat le 13 novembre 2021 avec 64,7 % des voix.